# Collectio Avellana
Die Collectio Avellana (Sigle oft „CA“) ist eine spätantike Kanones-Sammlung von 244 Schreiben, vornehmlich kaiserlichen Reskripten und päpstlichen Briefen, aus der Zeit zwischen 367 und 553.

## Entstehung, Inhalt, Überlieferung
Die Avellana wurde kurz nach der Mitte des 6. Jahrhunderts, zwischen 556 und 561, kompiliert. Sie ist in zwei heute in der Bibliotheca Apostolica aufbewahrten hochmittelalterlichen Handschriften sowie neun deutlich jüngeren Abschriften erhalten. Die Sammlung hat ihren Namen von den Brüdern Pietro und Girolamo Ballerini nach dem Kloster S. Croce di Fonte Avellana in den Marken erhalten, der Bibliotheksheimat des ältesten Manuskriptes (Vat. lat. 4961). Otto Günther besorgte eine kritische Edition der Avellana, die 1895/98 in zwei Bänden erschien; sie ist bis heute die maßgebliche Ausgabe.
Die enthaltenen Dokumente sind wichtige, oft nur hier überlieferte Quellen der spätantiken Geschichte. Eröffnet wird die Sammlung mit einem – die Geschehnisse des Jahres 367 reflektierenden – Reskript des Kaisers Valentinian I. aus dem Jahr 368, geschlossen wird sie mit einem Brief von Papst Vigilius an Kaiser Justinian I. von 553. Die Schreiben sind nach Form, Inhalten und beteiligten Personen sehr vielfältig. Neben kaiserlichen Reskripten sind Berichte städtischer Präfekten enthalten, Briefe von Bischöfen und Korrespondenzen zwischen Kaisern und Päpsten.
Die Sammlung ist im Vergleich zu ihrer Bedeutung wenig erforscht. Soweit wissenschaftliche Untersuchungen sich der unsystematischen Ansammlung von Texten bisher angenommen haben, wird attestiert, dass die weltlichen und kirchlichen Spitzenrepräsentanten sich überwiegend mit kirchengeschichtlichen Fragen auseinandersetzen. Thematisiert sind vornehmlich kritische Fragen zu Glaubensabspaltungen und heterodoxen Weltanschauungen. Da sich nur wenige Wiederholungen zu anderen Akten finden lassen, wird davon ausgegangen, dass der Kompilator Lücken schließen wollte, die sich kraft Interpretation oder aus Grundlagenwerken wie dem Liber Pontificalis oder der kaiserlichen Reichsordnung nicht oder unzureichend nur beantworten ließen.

### Übersicht über die Sammlung
- Nr. 1–40 befassen sich mit den Schismen der Gegenpäpste Ursicinus (366–384) und Eulalius (418–419),
- Nr. 41–50 betreffen die Geschichte der Exkommunikation des Laienmönchs Pelagius (siehe auch: Pelagianismus) in den Jahren 417–418,
- Nr. 51–55 sind Schreiben des Papstes Leo des Großen,
- Nr. 56–81 und 94–104 berichten über kirchliche Kontroversen, die unter den Päpsten Simplicius, Felix, Gelasius und Symmachus bestanden,
- Nr. 105–244 wiederum sind Briefe von Papst Hormisdas (514–521) und der Traktat De duodecim gemmis des Epiphanios von Salamis.

### Einzelne Schreiben
Valentinian I. legte in den Reskripten 6 bis 8 sowie 10 und 11 Zeugnis darüber ab, wem die Anredeform parens carissime atque amantissime gebührte.
Kaiser Flavius Honorius setzte ausweislich der Briefe 21 bis 32 Achilleus von Spoleto 419 als Vorstand für die anstehenden Osterfeierlichkeiten in Rom ein, nachdem Bonifatius I. und Gegenkandidat Eulalius um den Bischofssitz stritten und der Stadt verwiesen werden mussten.

## Rezeption
Ausweislich der erhaltenen Handschriften wurde die Sammlung im hochmittelalterlichen Italien (wieder) rezipiert. Möglicherweise wurde sie auch von kanonistischen Sammlungen, die um 1100 in Italien entstanden, als Vorlage verwendet.

## Handschriften (Auswahl)
- Città del Vaticano, Biblioteca Apostolica Vaticana, Vat. lat. 3787 (Digitalisat).
- Città del Vaticano, Biblioteca Apostolica Vaticana, Vat. lat. 4961 (Digitalisat).

## Edition und (Teil-)Übersetzung
- Otto Günther: Epistulae Imperatorum Pontificum Aliorum inde ab a. CCCLXVII usque ad a. DLIII datae Avellana quae dicitur Collectio, 2 Bände (= CSEL 35), Prag u. a. 1895.
  - Band 1: Prolegomena. Epistulae I–CIV (= Corpus Scriptorum Ecclesiasticorum Latinorum Band 35, 1). Prag u. a. 1895 (Digitalisat).
  - Band 2: Epistulae CV–CCXXXXIIII (= Corpus Scriptorum Ecclesiasticorum Latinorum Band 35, 2). Prag u. a. 1895 (Digitalisat).
- Frank Martin Ausbüttel: Streit um den Papstthron. Schismen in der Spätantike (= Texte zur Forschung. Band 114). Wissenschaftliche Buchgesellschaft, Darmstadt 2022, ISBN 978-3-534-27524-3 (lateinisch-deutsche Ausgabe von 35 Dokumenten aus der Collectio Avellana).